# テレコムセンター駅
テレコムセンター駅（テレコムセンターえき）は、東京都江東区青海二丁目にある、東京臨海新交通臨海線（ゆりかもめ）の駅である。駅番号はU 09。江東区最南端の駅である。

## 歴史
- 1995年（平成7年）11月1日 - 開業[1][2]。開業前の仮称は「青海ふ頭駅」だった[3]。

## 駅構造
島式ホーム1面2線の高架駅である。無人駅。

### のりば
| 番線 | 路線       | 行先     |
| ---- | ---------- | -------- |
| 1    | ゆりかもめ | 豊洲方面 |
| 2    | ゆりかもめ | 新橋方面 |

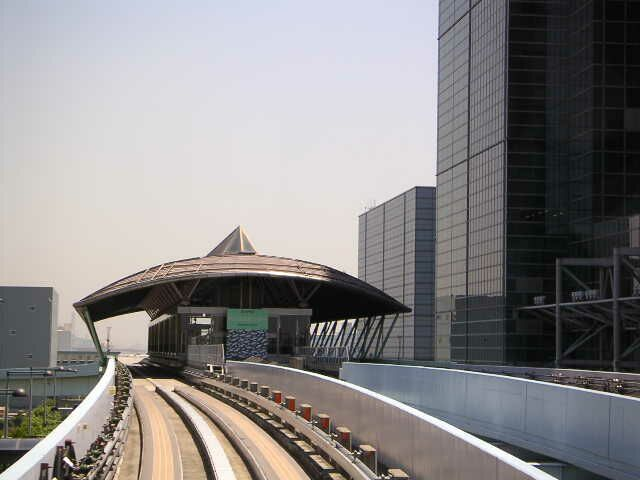
車窓から
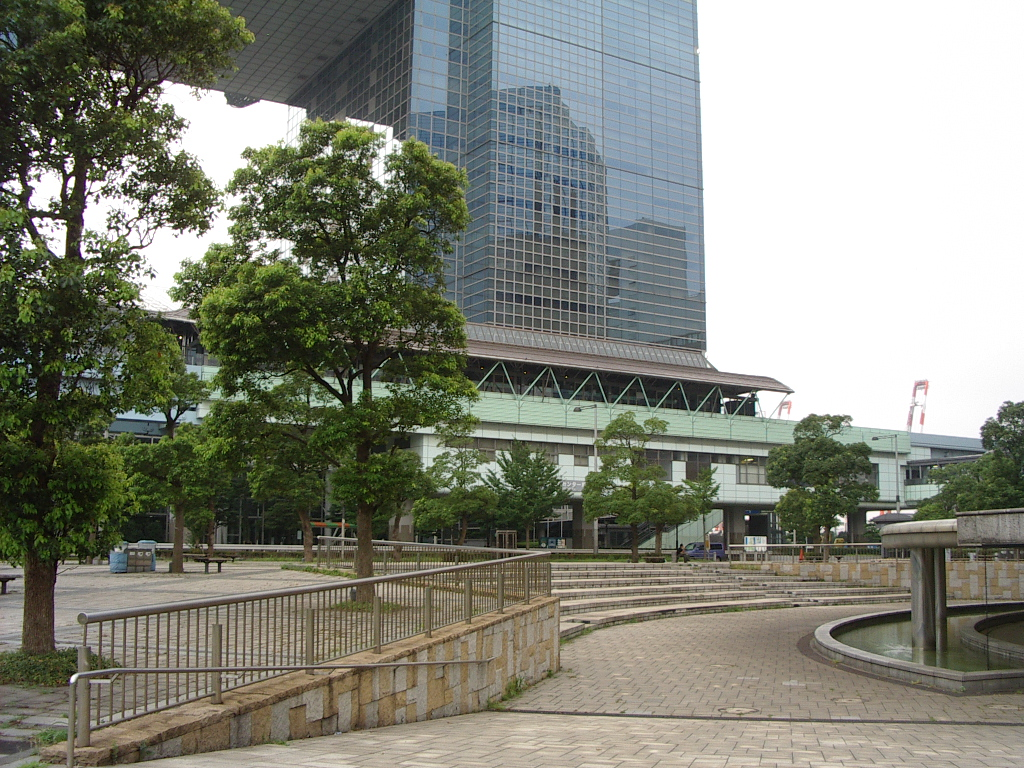
全景
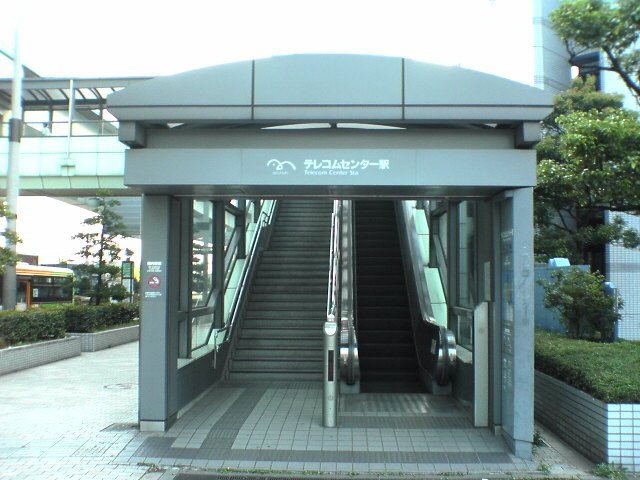
出入口
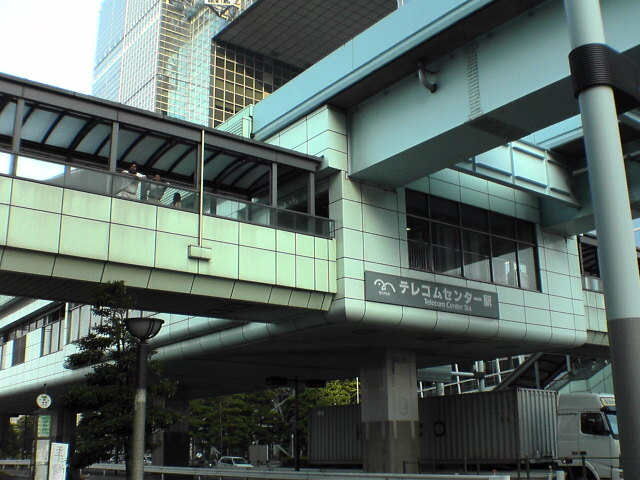
外観

## 利用状況
2022年度の1日平均乗車人員は4,145人である。開業以来の1日平均乗車人員推移は下記の通り。
| 年度               | 1日平均 乗降人員 | 1日平均 乗車人員 | 出典     |
| ------------------ | ---------------- | ---------------- | -------- |
| 1995年（平成07年） |                  | 1,039            | [ * 1 ]  |
| 1996年（平成08年） |                  | 3,649            | [ * 2 ]  |
| 1997年（平成09年） |                  | 5,841            | [ * 3 ]  |
| 1998年（平成10年） |                  | 2,468            | [ * 4 ]  |
| 1999年（平成11年） |                  | 7,014            | [ * 5 ]  |
| 2000年（平成12年） |                  | 6,775            | [ * 6 ]  |
| 2001年（平成13年） |                  | 7,189            | [ * 7 ]  |
| 2002年（平成14年） |                  | 7,405            | [ * 8 ]  |
| 2003年（平成15年） |                  | 7,352            | [ * 9 ]  |
| 2004年（平成16年） |                  | 6,686            | [ * 10 ] |
| 2005年（平成17年） |                  | 6,282            | [ * 11 ] |
| 2006年（平成18年） |                  | 6,123            | [ * 12 ] |
| 2007年（平成19年） |                  | 6,872            | [ * 13 ] |
| 2008年（平成20年） |                  | 6,614            | [ * 14 ] |
| 2009年（平成21年） |                  | 6,547            | [ * 15 ] |
| 2010年（平成22年） |                  |                  |          |
| 2018年（平成30年） | 13,475           | 6,550            |          |
| 2019年（令和元年） | 12,140           | 5,913            |          |
| 2020年（令和02年） | 6,536            |                  |          |
| 2021年（令和03年） | 7,631            | 3,743            |          |
| 2022年（令和04年） | 8,119            | 3,968            |          |
| 2023年（令和05年） | 8,507            | 4,145            |          |

## 駅周辺
- テレコムセンター（直結）
- 青海フロンティアビル（直結）
  - J SPORTS
- フジテレビ湾岸スタジオ
- 日本科学未来館
- the SOHO
- 産業技術総合研究所臨海副都心センター
- 青海南ふ頭公園
- タイム24ビル
- 東京都立産業技術研究センター
- 国土交通省青海総合庁舎
- 東京港湾合同庁舎
  - 東京税関
- 東京都立臨海青海特別支援学校

### バス路線
最寄り停留所は、東京都道482号台場青海線にあるテレコムセンター駅前である。以下の路線が乗り入れ、東京都交通局により運行されている。
- 海01(KM01)：東京テレポート駅前行 / 門前仲町行
- 波01(NM01)：中央防波堤行・海の森水上競技場行 / 東京テレポート駅前行
- 急行05（江東区城東シャトル）：錦糸町駅前行 ※土休日のみ運行
- 急行06（江東区深川シャトル）：森下駅前行 ※土休日のみ運行

## 隣の駅
ゆりかもめ
 東京臨海新交通臨海線（ゆりかもめ）
東京国際クルーズターミナル駅 (U 08) - テレコムセンター駅 (U 09) - 青海駅 (U 10)